# Кассисаба
Ка́ссисаба (эст. Kassisaba — «Кошачий хвост») — микрорайон в районе Кесклинн города Таллина, столицы Эстонии.

## География

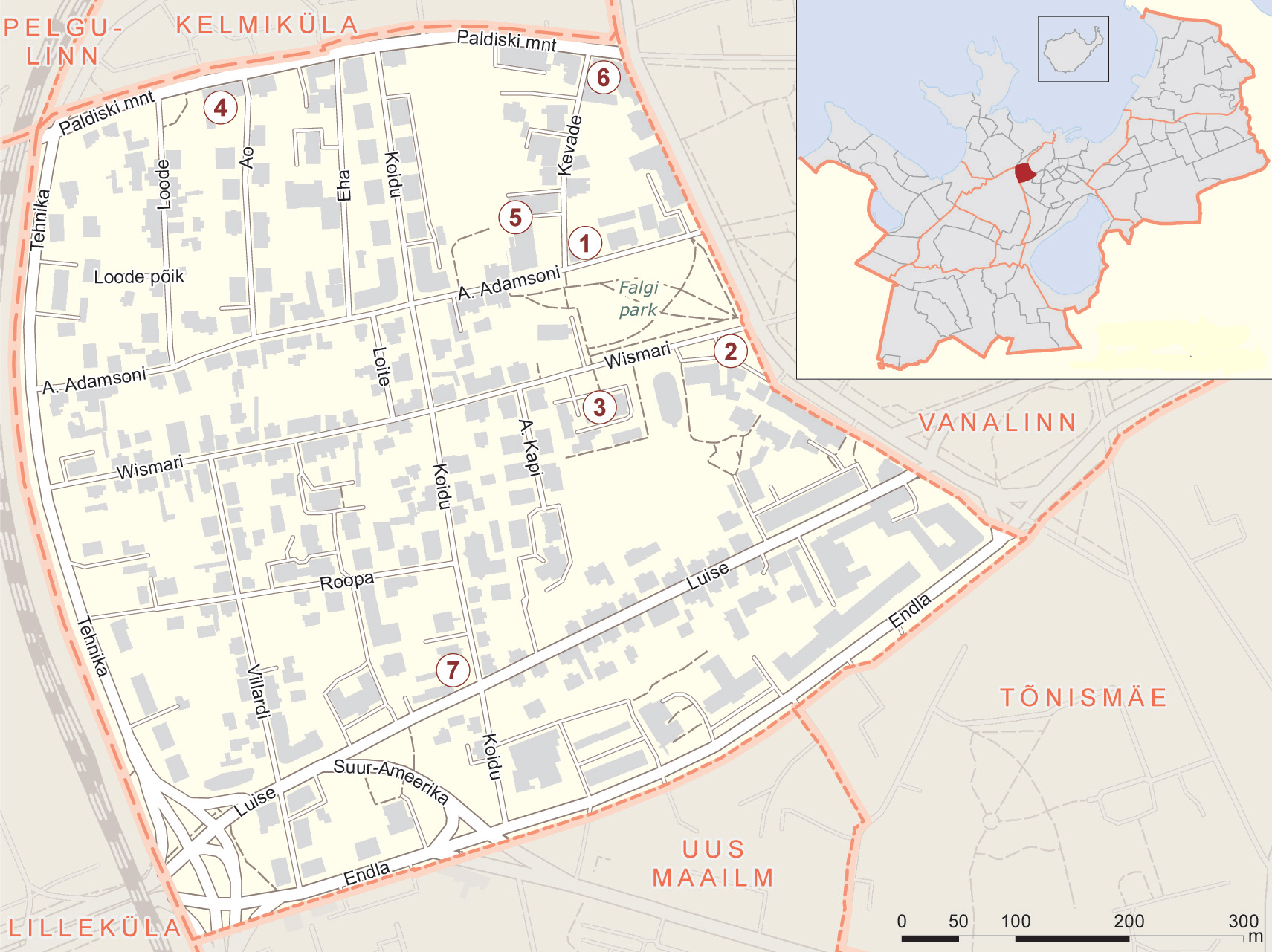
Карта микрорайона Кассисаба

Расположен на западе района Кесклинн. На севере граничит с микрорайоном Кельмикюла, на востоке — с микрорайоном Ваналинн, на юго-востоке — с микрорайоном Тынисмяэ, на юге — с микрорайоном Уус-Мааильм, на юго-западе — с микрорайоном Лиллекюла, на северо-западе — с микрорайоном Пелгулинн. На территории Кассисаба расположен парк Фалги. Площадь микрорайона — 0,45 км². Плотность населения на 1 января 2023 года — 10535,6 чел/км².

## Улицы
Улицы микрорайона: Амандуса Адамсона, Ао, Артура Каппа, Вилларди, Висмари, Кеваде, Койду, Лойте, Лооде, Лооде пыйк, Луйзе, Роопа, Техника, Тоомпуйестеэ, Эндла, Палдиское шоссе, Эха.

## Население
| Численность населения микрорайона Кассисаба на 1 января по данным Регистра народонаселения | Численность населения микрорайона Кассисаба на 1 января по данным Регистра народонаселения | Численность населения микрорайона Кассисаба на 1 января по данным Регистра народонаселения | Численность населения микрорайона Кассисаба на 1 января по данным Регистра народонаселения | Численность населения микрорайона Кассисаба на 1 января по данным Регистра народонаселения | Численность населения микрорайона Кассисаба на 1 января по данным Регистра народонаселения | Численность населения микрорайона Кассисаба на 1 января по данным Регистра народонаселения | Численность населения микрорайона Кассисаба на 1 января по данным Регистра народонаселения |
| 2008                                                                                       | 2010                                                                                       | 2011                                                                                       | 2012                                                                                       | 2013                                                                                       | 2014                                                                                       | 2015                                                                                       | 2016                                                                                       |
| ------------------------------------------------------------------------------------------ | ------------------------------------------------------------------------------------------ | ------------------------------------------------------------------------------------------ | ------------------------------------------------------------------------------------------ | ------------------------------------------------------------------------------------------ | ------------------------------------------------------------------------------------------ | ------------------------------------------------------------------------------------------ | ------------------------------------------------------------------------------------------ |
| 3343                                                                                       | ↗3384                                                                                      | ↗3498                                                                                      | ↗3540                                                                                      | ↗3590                                                                                      | ↗3915                                                                                      | ↗4265                                                                                      | ↗4533                                                                                      |
| 2017                                                                                       | 2018                                                                                       | 2019                                                                                       | 2020                                                                                       | 2021                                                                                       | 2022                                                                                       | 2023                                                                                       |                                                                                            |
| ↗4766                                                                                      | ↗4963                                                                                      | ↘4431                                                                                      | ↗4461                                                                                      | ↗4551                                                                                      | ↗4619                                                                                      | ↗4741                                                                                      |                                                                                            |

## История
Название Кассисаба первоначально обознало начало Палдиского шоссе. Впоследствии оно расширилось и стало названием микрорайона, которое было официально утверждено в 1991 году.

## Учреждения и предприятия

Департамент защиты прав потребителей и технического надзора, ул. Эндла 10А

- Toompuiestee 3 — главное здание Охранной полиции (Полиции безопасности) Эстонии[10];
- Vismari tn 6 — посольство Великобритании;
- Vismari tn 15 — Психиатрическая больница Висмари[11];
- Vismari tn 15А — стадион Висмари;
- Kevade tn 8 — гимназия Якоба Вестхольма[эст.][12];
- Endla tn 4 — Таллинская школа языков[13];
- Endla tn 8 — Департамент социального страхования[14];
- Endla tn 10A — Департамент защиты прав потребителей и технического надзора[15];
- Luise tn 11A — храм Святого Имени Кришны Общества Сознания Кришны в Эстонии[16].

### Отели
- Paldiski mnt 3 — 2-звёздочный отель «City Hotel Tallinn»[17];
- Toompuiestee 19 — 4-звёздочный отель «Hotel L'Ermitage»[18];
- Toompuiestee 23 — 4-звёздочный отель «von Stackelberg Hotel Tallinn»[19].

## Общественный транспорт
В Кассисаба проходят маршруты городских автобусов № 3, 8, 16, 21, 21B, 22, 23, 24, 35, 40, 41, 41В, 42, 67 и троллейбусные маршруты № 1, 3 и 4 (в 2024 году троллейбусное сообщение временно прекращено).

## Происхождение топонима
Название микрорайона переводится с эстонского как «Кошачий хвост». Считается, что оно произошло от немецкого слова Katze — «кошка», обозначавшего бастионы, возводившиеся по углам земляных валов укреплений в XVII—XVIII веках; дорога, ведущая из такого укрепления, называлась Katzenschwanz (Катценшванц) — «кошачий хвост». Еще одна крепость располагалась напротив западной стороны Тоомпеа. Однако эстонский краевед Александр Киви с этим нсогласен и объясняет происхождение этого названия следующим образом. В старину некий шутник сказал, что возвышенность Тоомпеа с окружающими его укреплениями похожа на кошку, а застроенная часть нынешнего Палдиского шоссе — на кошачий хвост; такое впечатление появляется и при рассмотрении старых планов города. Специалисты Института эстонского языка также отмечают, что в письменном источнике 1732 года запись kassi sabba появляется только как эстонское название, которому в немецком языке соответствует Neu-Gasse — «Новый переулок» (начало нынешнего Палдискоо шоссе). Места под названием Кассисаба, включая части деревень, хуторов и улиц, существуют и в других местах Эстонии. «Кошачьим хвостом» обычно называют ряд домов, расходящихся от центра. Этот топоним также встречался в средние века в городах Нарва и Вильянди.

## Галерея

Микрорайон Кассисаба
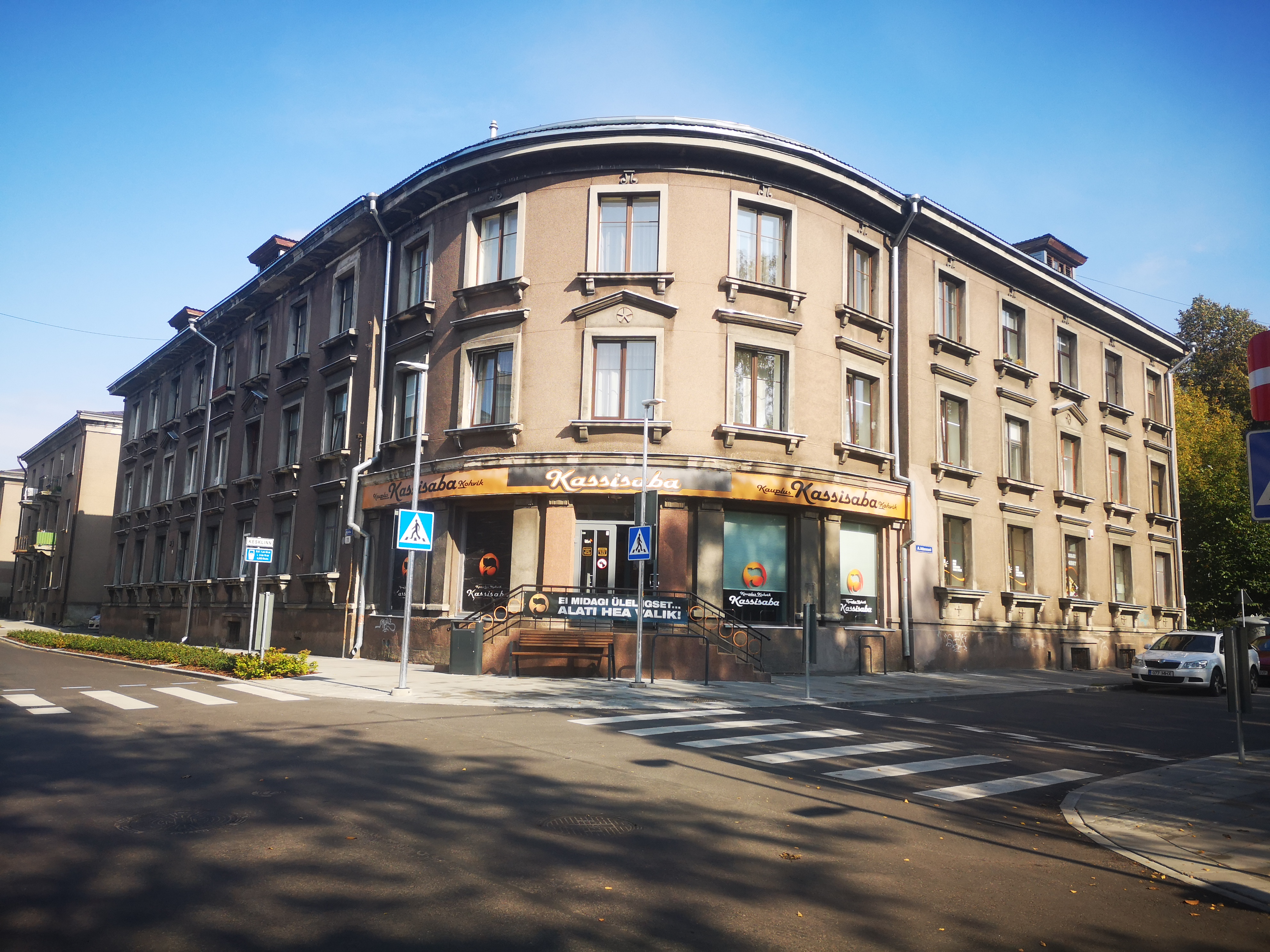
Улица Койду 11, магазин-кафе «Кассисаба»
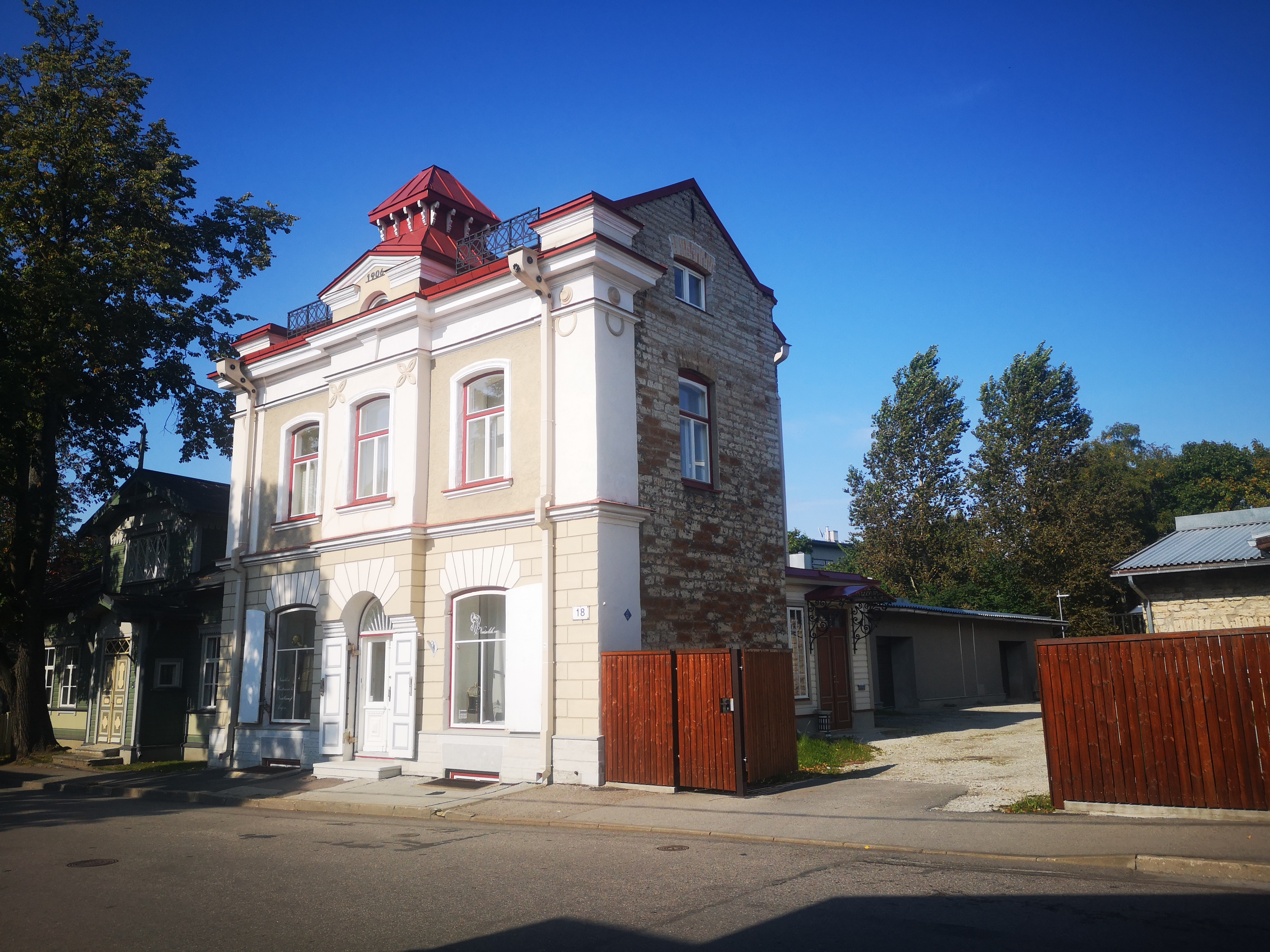
Улица А. Адамсона 18
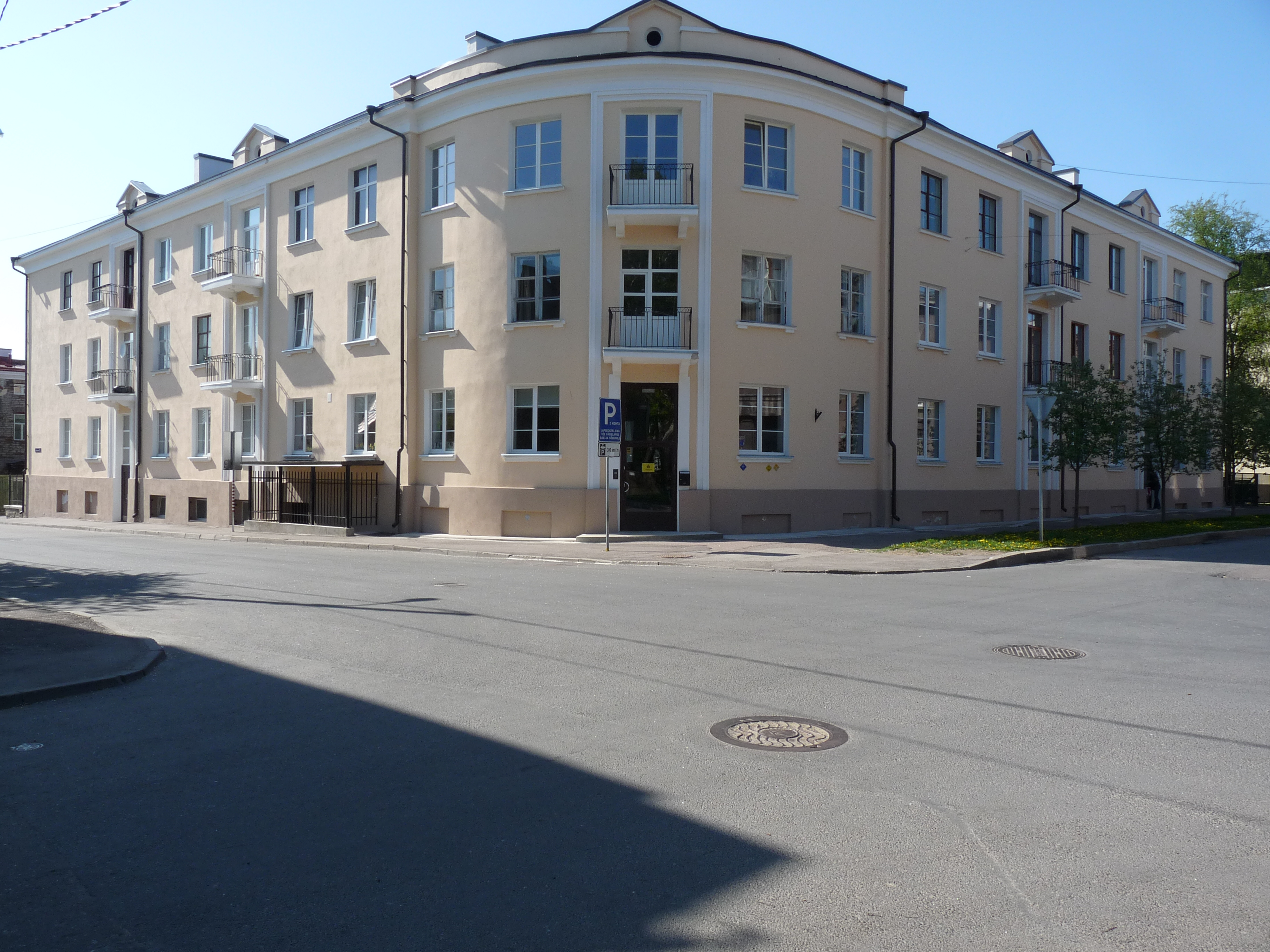
Жилой дом на перекрёстке улиц Койду и А. Адамсона
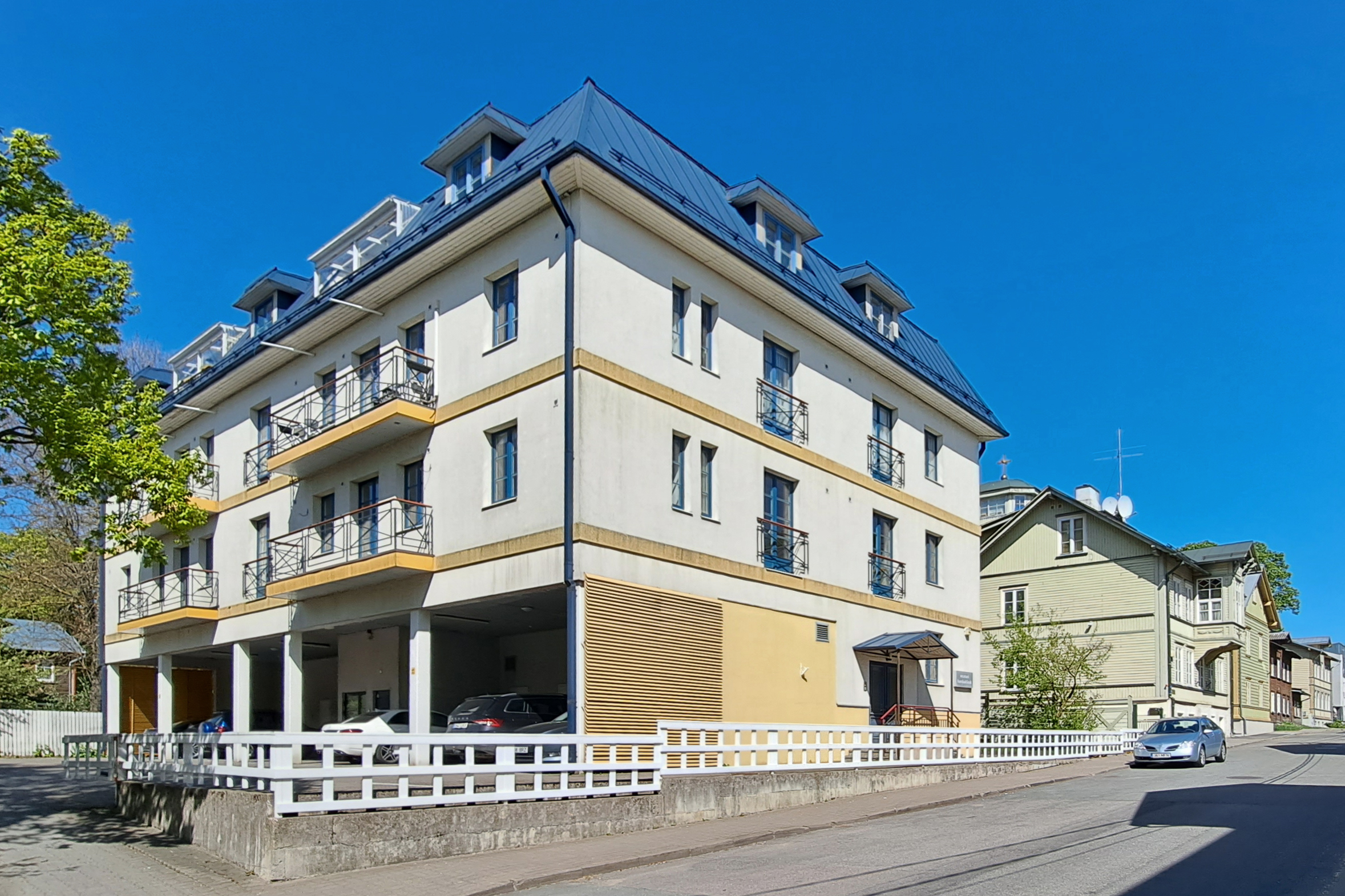
Улица Висмари, дом 32А
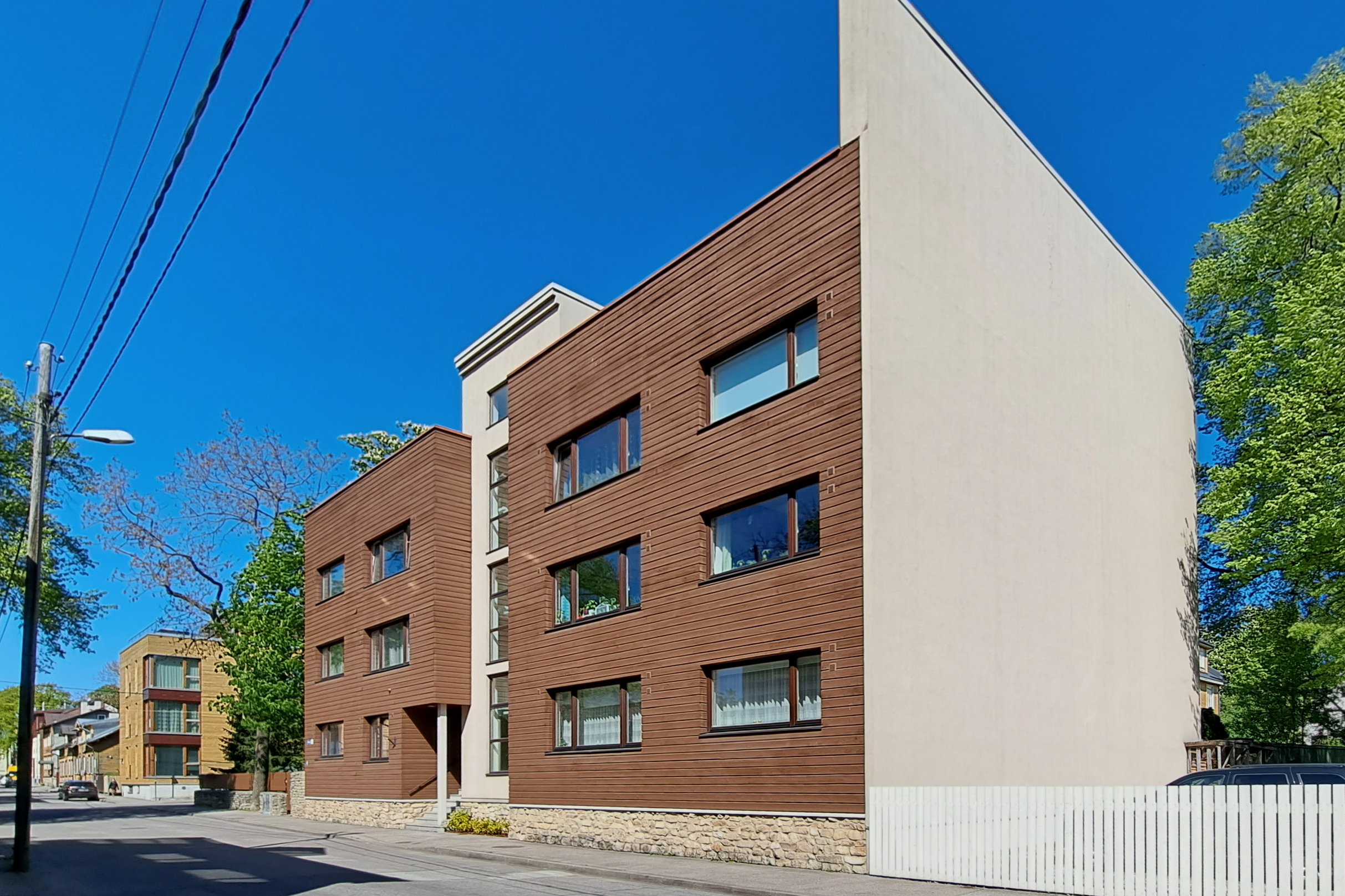
Улица Вилларди, дом 11
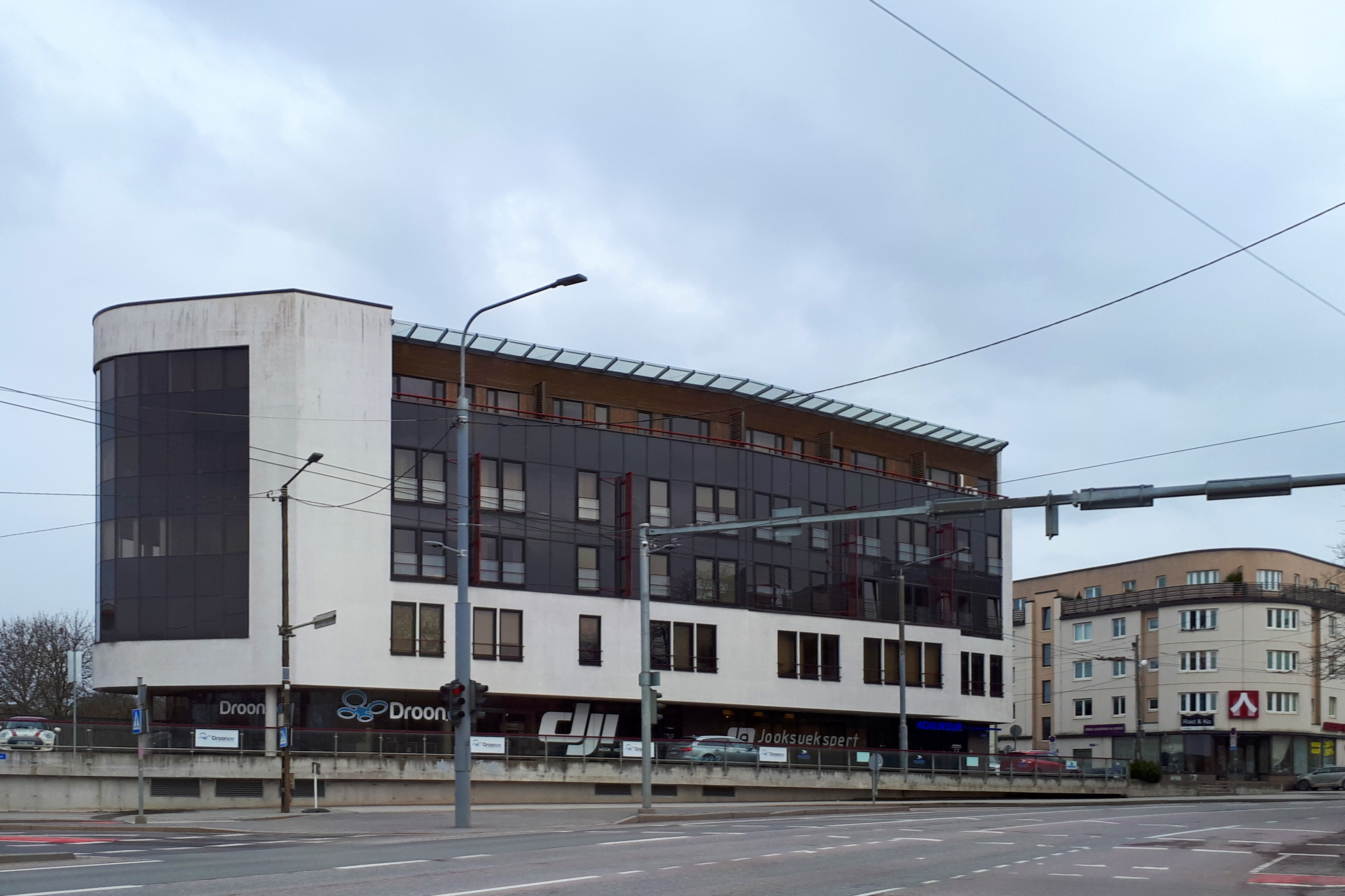
Конец улицы Луйзе
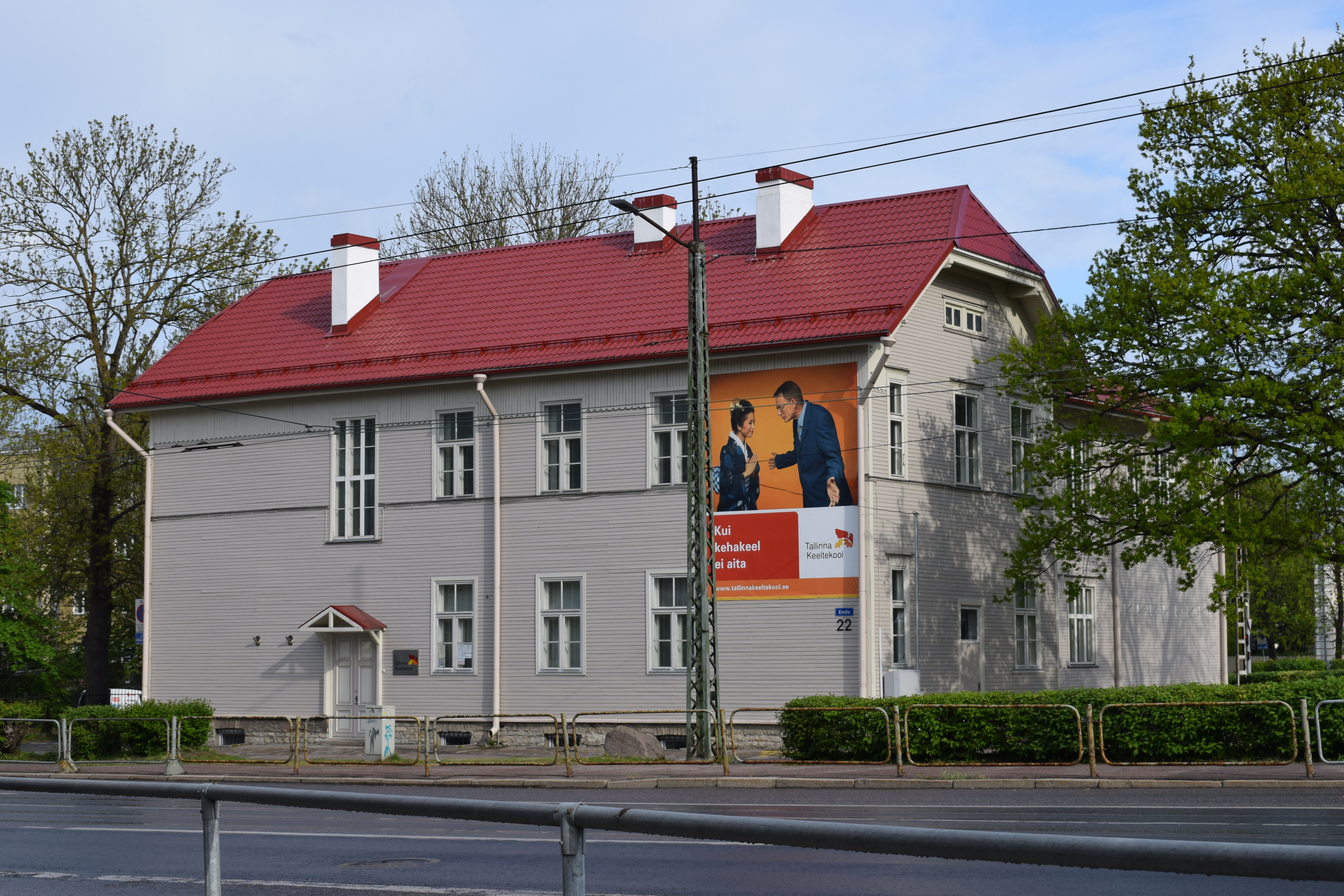
Бывшее здание Таллинской школы языков, улица Эндла 22
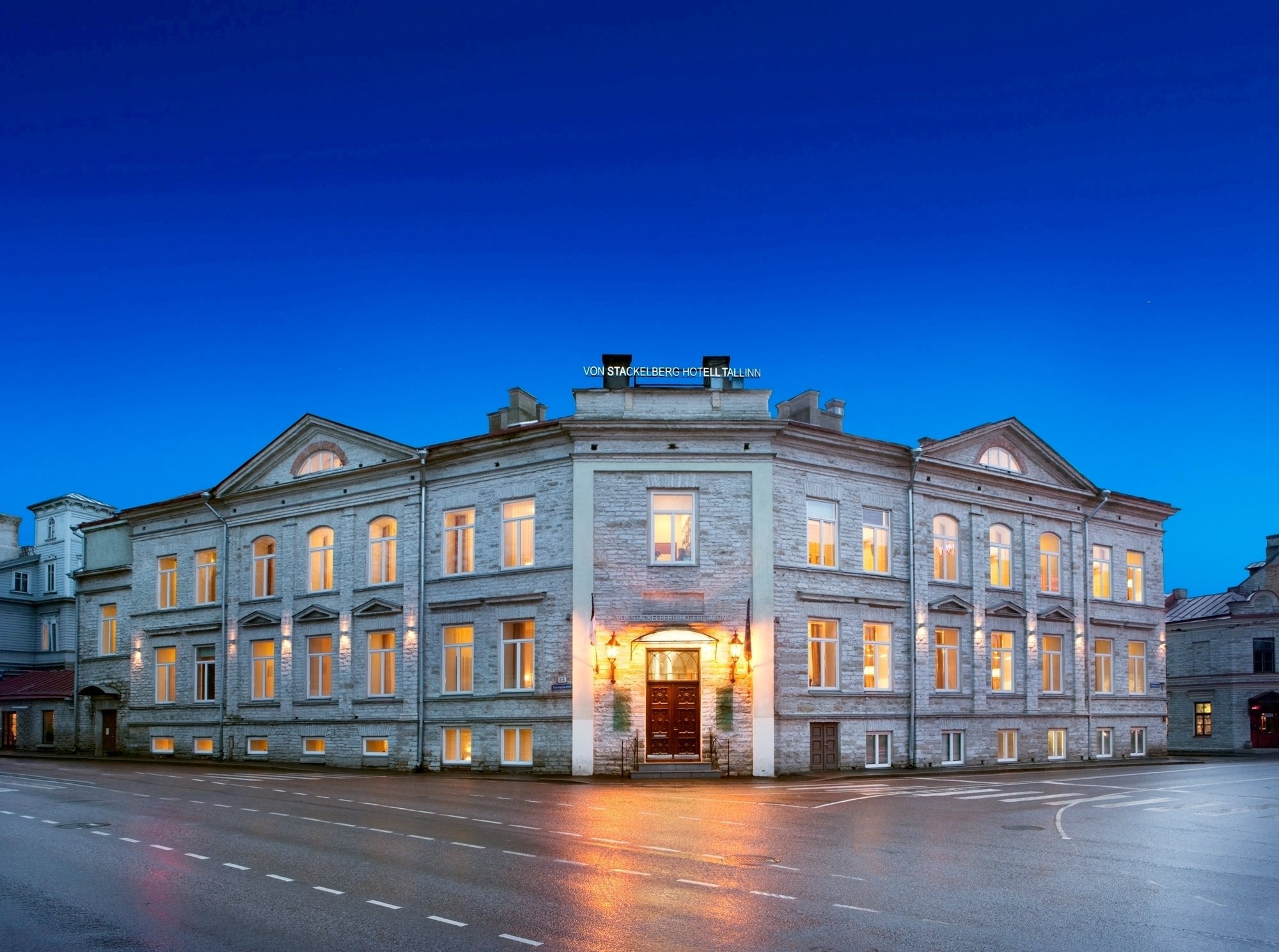
Von Stackelberg Hotel Tallinn
Hotel L' Ermitage
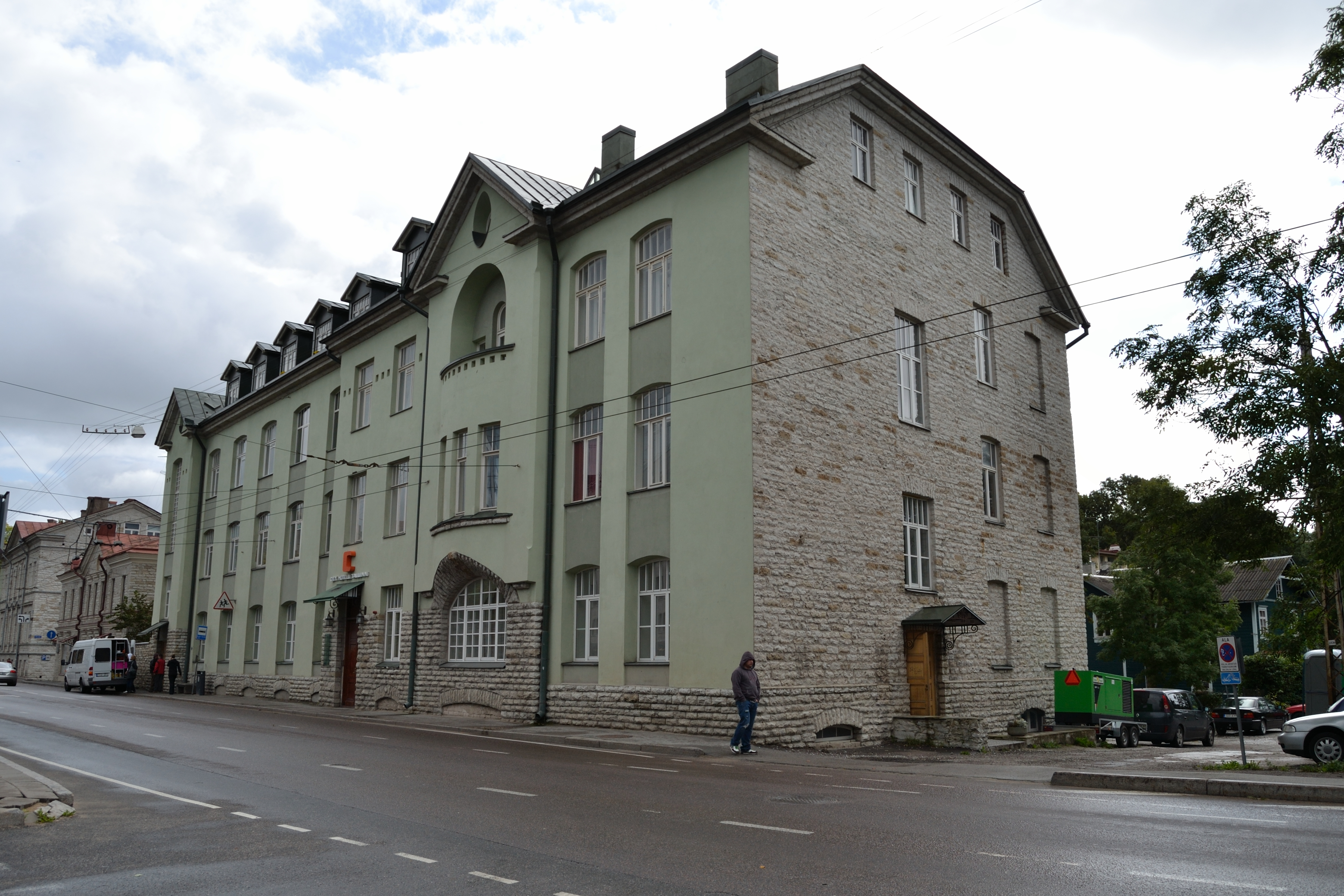
City Hotel Tallinn